# Varajnuní
El Varajnuní (en armeni Վարաժնունի) van ser una gran família de nakharark (nobles) d'Armènia amb diverses branques i feus hereditari al Airarat, a la província del Tauruberan i més tard a Baspracània. Els seus dominis originals es deien Varaznuniq o estaven a la vall de Hurazdan a l'oest del llac Sevan a l'Airarat.
Segons la tradició tansmesa per Moisès de Khorèn, eren una dinastia hàikida (descendent d'Haik), és a dir d'origen immemorial, potser urartià. Tenien la dignitat hereditària de Mestre de la Caça del regne d'Armènia. Alguns membres d'aquesta família van tenir grans dignitats al servei de l'Imperi Romà d'Orient.
S'ha pensat, pels indicis que donen les seves possessions, que podrien ser una branca dels Arxakuní. Van perdre els seus dominis sota dominació àrab van emigrar a Baspracània, on van aconseguir un feu i on es van convertir en vassalls dels Arzerunis. Se'ls esmenta per darrer cop amb el marzban (governador) Isaac Varajnuní, mort l'any 1000 o el 1001.